# Rainer Ludwig Claisen

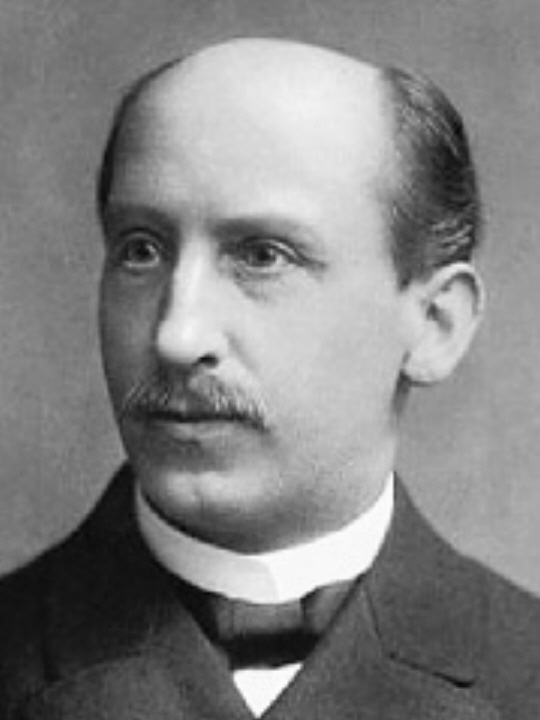
Rainer Ludwig Claisen (1897)

Rainer Ludwig Claisen (Keulen, 2 of 14 januari 1851 - Godesberg, 5 januari 1930) was een Duitse scheikundige.

## Biografie en werk
Claisen studeerde van 1869 tot 1874 natuurwetenschappen aan de universiteiten van Bonn en Göttingen. Na zijn promotie werd hij assistent bij August Kekulé, waarbij hij ook habiliteerde in 1878. Vervolgens ging hij enige jaren naar Manchester en werd daarna medewerker van Adolf von Baeyer in München. Hij vervolgde zijn carrière in 1890 door een betrekking te aanvaarden in Aken, waarna nog aanstellingen volgden in 1897 in Kiel en in 1904 in Berlijn.
Claisen ontdekte in 1881 de naar hem benoemde Claisen-condensatie van carbonzure esters. Tevens werd de door hem ontdekte Claisen-omlegging naar hem vernoemd. De omlegging van een fenylallylether tot een allylfenol ontdekte hij toen hij reeds gepensioneerd was. Bovendien werd laboratoriumglaswerk naar hem vernoemd, de Claisenkolf en een Claisenopzet.